# Francisco Javier de Salas y Rodríguez-Morzo
Francisco Javier de Salas y Rodríguez-Morzo (21 de febrer de 1832 Jerez de la Frontera, província de Cadis - 4 d'abril de 1890, València) va ser un marí espanyol, capità de navili i acadèmic de la Història.

## Biografia
Graduat en Col·legi Naval de San Fernando va aconseguir el grau de Capità de Navili.
Va ser redactor del Dipòsit Hidrogràfic de la Marina i en 1867 membre de nombre de la Reial Acadèmia de la Història.
Pels seus mèrits va rebre la insígnia de la Creu de l'Orde de Crist portuguesa i la Creu de la Diadema Reial de Marina, així com la Creu Llorejada de la Marina, aquesta última pels serveis prestats en la guerra d'Àfrica.
En 1899 van traslladar les seves restes al Panteó de Marins Il·lustres de San Fernando, a més el recorda una placa col·locada per l'Ajuntament el 1932 a la casa on va néixer, al carrer Porvera 38.

## Obres
- La marina española de la Edad Media. Imp. Fortanet. Madrid, 1864.
- Marina española. Discurso histórico. Reseña de la vida en el mar. Memoria en contestación a un proyecto sobre el Ramo. Imp. Fortanet. Madrid, 1865.
- Expediciones marítimas de don Pedro I de Castilla y don Pedro IV de Aragón. Imp. Fortanet. Madrid, 1868.
- Historia de la matrícula del mar y examen de varios sistemas de Reclutamiento Marítimo. Fortanet. Madrid, 1870.
- Memoria sobre la industria y legislación de pesca que comprende desde el año 1870 al 1874. Madrid, 1876.
- Discurso sobre Colón y Juan Sebastián de Elcano. Imp. Fortanet. Madrid, 1879.
- Acciones navales modernas (1855-1900). Imp. Alemana. Madrid, 1903.